# 納斯塔西夫
49°25′29″N 25°30′26″E / 49.42472°N 25.50722°E
納斯塔西夫（羅馬化：Nastasiv），是烏克蘭西部的村莊，隸屬特諾皮爾州的特諾皮爾區。該村處於尼什拉河畔，始建於1654年，面積5.32平方公里，海拔高度334米，2019年人口1,762。